# حسن‌آباد (زابل)
حسن‌آباد، روستایی در دهستان کرباسک بخش کرباسک شهرستان زابل در استان سیستان و بلوچستان ایران است.

## جمعیت
بر پایه سرشماری عمومی نفوس و مسکن در سال ۱۳۹۵، جمعیت این روستا برابر با ۹۰۰ نفر (۲۳۷ خانوار) بوده‌است.